# 万向接头

使用十字转接架连接的万向接头

使用球体滚动连接的万向接头

万向接头（英語：universal joint）又称万向节，是连接两根刚杆的接头，接头由一对相对方位为 90° 的普通铰链组成，使刚杆能转向往任何方向，现在仍广泛应用于车辆的传动装置中。

## 歷史
主要概念來自於陀螺儀，由於第一个万向接头由羅伯特·胡克製造，因此又稱做胡克接头。其实意大利数学家吉罗拉莫·卡尔达诺（也简称“卡丹”）在此前一个世纪的1545年就已提出了万向接头的想法，但是他是否制造出來实际模型却没有记载。在欧洲，人也稱这一装置為卡丹接头（Cardan joint）或者卡丹杆（Cardan shaft）。瑞典人克里斯托弗·普爾海姆後來重新发明了这种装置，因此在瑞典语中成为它被稱為“普尔海姆结”（Polhemsknot）。

## 運作方式

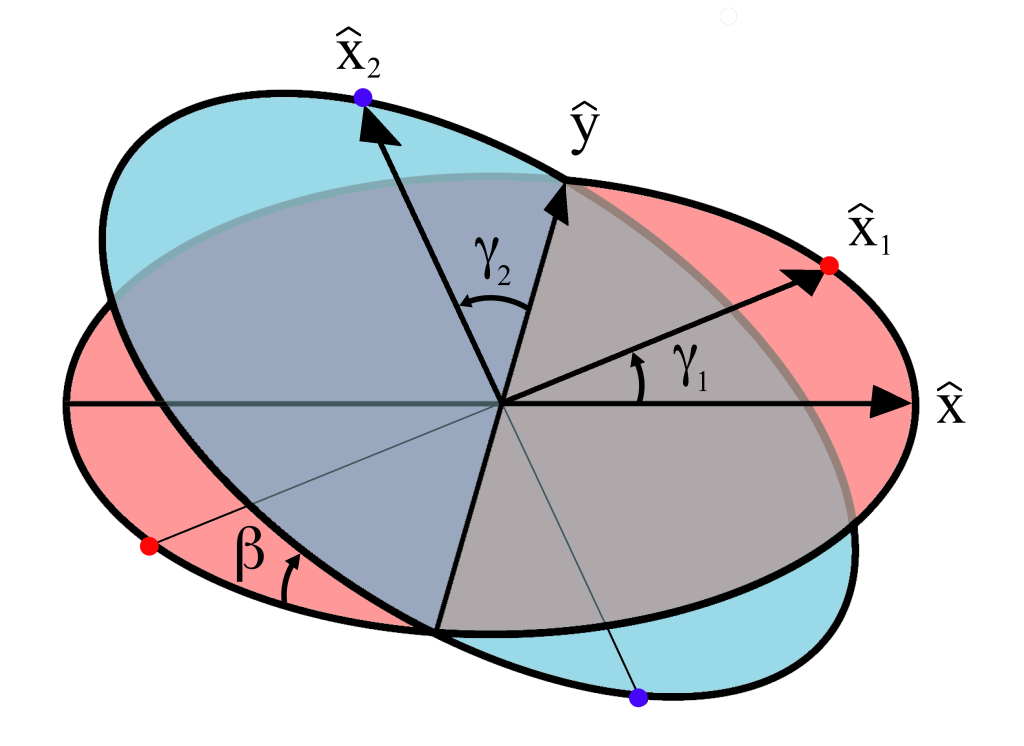
萬向接頭變化圖

萬向接頭的主要問題－即使在驅動軸的旋轉軸以恆定的速度轉動，從動軸在旋轉軸變速，造成振動、磨損和速度上的差異，主動軸的速度變化取決於連接的配置，可指定的三個變量：
- {\displaystyle \gamma _{1}}：軸1的旋轉角度
- {\displaystyle \gamma _{2}}：軸2的旋轉角度
- {\displaystyle \beta }：兩聯接軸的偏離角度，若兩軸為直線連接，則此角度為0

這些變量在右側的圖中說明。還示出了具有單位矢量的一組固定坐標軸{\displaystyle {\hat {\mathbf {x} }}} and {\displaystyle {\hat {\mathbf {y} }}}和每個軸的旋轉平面。這些旋轉平面垂直於旋轉軸線，並且不隨軸線旋轉而移動。兩個軸由未示出的萬向節連接。然而，軸1在圖中的紅色旋轉平面上的紅點處附接到萬向節，並且軸2附接在藍色平面上的藍點處。相對於旋轉軸固定的坐標係被定義為具有其x軸單位向量 ({\displaystyle {\hat {\mathbf {x} }}_{1}} and {\displaystyle {\hat {\mathbf {x} }}_{2}})從原點指向一個連接點。 如圖所示，{\displaystyle {\hat {\mathbf {x} }}_{1}}是成角度的{\displaystyle \gamma _{1}} 相對於其沿著“x”軸的起始位置和{\displaystyle {\hat {\mathbf {x} }}_{2}}是成角度的{\displaystyle \gamma _{2}} 相對於沿著“y”軸的其起始位置。
{\displaystyle {\hat {\mathbf {x} }}_{1}}被限制在圖中的“紅色平面”並與之相關{\displaystyle \gamma _{1}}
{\displaystyle {\hat {\mathbf {x} }}_{1}=[\cos \gamma _{1}\,,\,\sin \gamma _{1}\,,\,0]}
{\displaystyle {\hat {\mathbf {x} }}_{2}}被限制在圖中的“藍色平面”，並且是在“x”軸上的單位向量的結果 {\displaystyle {\hat {x}}=[1,0,0]}通過歐拉角旋轉 {\displaystyle [\pi \!/2\,,\,\beta \,,\,0}]:

## 外部連結
- （页面存档备份，存于） by Sándor Kabai, Wolfram Demonstrations Project.
- DIY: Replacing Universal Joints（页面存档备份，存于）, About.com.
- Thompson Couplings Limited（页面存档备份，存于） - Explanation of the Thompson coupling
- The Thompson Coupling - invented by Glenn Thompson ABC Television - The New Inventors - broadcast Feb 2007
- 美國專利第7,144,326号 - 定速耦合(constant velocity coupling)
- YouTube上的
- YouTube上的